# Mari Paraíba
Mariana Andrade Costa (Campina Grande, Paraíba; 30 de julio de 1986), más conocida como Mari Paraíba, es una voleibolista profesional brasileña. Integra la Selección femenina de voleibol de Brasil. A nivel de clubes ha jugado para el Osasco Voleibol Clube (2001–06), Esporte Clube Pinheiros (2006-07) y para Minas Tênis Clube (2011–12, 2015–16).
Aparte de su profesión como deportista, Mariana ha sido modelo para la revista Playboy en su edición para Brasil.

## Palmarés

### Clubes
- Campeonato Mundial de Clubes de voleibol femenino de la FIVB de 2017 -  Medalla de bronce con el club Voléro Zürich.